# Friedrich Balke
Friedrich Balke (* 1961) ist ein deutscher Philosoph, Kultur- und Medienwissenschaftler. Er ist Inhaber des Lehrstuhls für Medienwissenschaft unter besonderer Berücksichtigung der Theorie, Geschichte und Ästhetik bilddokumentarischer Formen an der Ruhr-Universität Bochum und Sprecher des DFG-Graduiertenkollegs „Das Dokumentarische. Exzess und Entzug“.

## Leben
Nach dem Abitur 1980 und anschließendem Zivildienst studierte Friedrich Balke Germanistik, Philosophie und Pädagogik an der Ruhr-Universität Bochum. Im Anschluss an das Staatsexamen war er von 1989 bis 1992 Doktorand im DFG-Graduiertenkolleg „Kommunikationsformen als Lebensformen“ an der Universität Siegen und anschließend Assistent im Wissenschaftslektorat des S. Fischer Verlages (bei Günther Busch). 1995 wurde er mit der Arbeit „Der Staat nach seinem Ende. Die Versuchung Carl Schmitts“ an der Ruhr-Universität Bochum promoviert. Von 1996 bis 2000 war Friedrich Balke Wissenschaftlicher Koordinator des Siegener Graduiertenkollegs „Intermedialität“ und von 2000 bis 2007 Wissenschaftlicher Geschäftsführer des Sonderforschungsbereichs „Medien und kulturelle Kommunikation“ an der Universität zu Köln, an dem er ein Teilprojekt zum Thema „Imagination und politische Ordnung“ leitete.
2006 wurde er mit einer Arbeit über die Kultur- und Mediengeschichte souveräner Macht von der Antike bis zur Gegenwart („Figuren der Souveränität“) an der Universität Potsdam habilitiert (Venia legendi für die Fächer Philosophie und Kulturwissenschaften). 2007 nahm er den Ruf auf die Professur für Geschichte und Theorie künstlicher Welten an der Bauhaus-Universität Weimar an. Von 2008 bis 2012 war er Sprecher des DFG-Graduiertenkollegs „Mediale Historiographien“ an den Universitäten Weimar, Erfurt und Jena, von 2010 bis 2011 Prorektor für Studium und Lehre an der Bauhaus-Universität. 2012 erhielt er den Ruf auf die Professur für Medienkulturwissenschaft an der Philosophischen Fakultät der Rheinischen Friedrich-Wilhelms-Universität Bonn. Seit dem Wintersemester desselben Jahres hat er die Professur für Medienwissenschaft unter besonderer Berücksichtigung der Theorie, Geschichte und Ästhetik bilddokumentarischer Formen an der Ruhr-Universität Bochum inne.
2006 war Friedrich Balke Visiting Professor am Department of Germanic Languages und Literatures der Columbia University, New York. Es folgten Fellowships am „Internationalen Kolleg für Kulturtechnikforschung und Medienphilosophie“ (IKKM) in Weimar (2011/12), am Excellence Cluster „TOPOI“ der Humboldt-Universität zu Berlin (2012), an der Kolleg-Forschergruppe „BildEvidenz. Ästhetik und Geschichte“ (2014) sowie am Exzellenzcluster „Kulturelle Grundlagen von Integration“ an der Universität Konstanz (2016).
Seit 2013 ist Balke Stellvertretender Sprecher der von ihm mit beantragten DFG-Forschergruppe „Medien und Mimesis“. Das von ihm federführend beantragte DFG-Graduiertenkolleg „Das Dokumentarische. Exzess und Entzug“  hat zum Wintersemester 2016/17 seine Arbeit an der Ruhr-Universität Bochum aufgenommen.
Ein Forschungsschwerpunkt von Friedrich Balke liegt auf dem Formen- und Funktionswandel souveräner Macht sowie auf der Untersuchung der kulturellen und medialen Voraussetzungen und Reflexionen neuzeitlicher Regierungstechniken. Daneben forscht und publiziert er zur französischen Gegenwartsphilosophie (u. a. zu Deleuze, Foucault und Rancière), zur Kultur- und Mediengeschichte mimetischer Praktiken (hier zuletzt zu Erich Auerbach und Walter Benjamin), zur Theorie und Geschichte des Dokumentarischen (etwa am Beispiel Philip Scheffners) sowie zu seriellen Formaten in Literatur, Film und Fernsehen.
Friedrich Balke ist Mitherausgeber des „Archivs für Mediengeschichte“. Er ist regelmäßiger Beiträger der Zeitschrift „cargo. Film. Medien. Kultur“.

## Schriften
- Der Staat nach seinem Ende. Die Versuchung Carl Schmitts. Fink, München 1995, ISBN 3-7705-3098-5 (zugl. Dissertation).
- Gilles Deleuze zur Einführung. Campus, 1998, ISBN 3-593-35980-4.
- From a biopolitical point of view: Nietzsche's Philosophy of Crime. In: Cardozo Law Review. 2003, S. 705–722.
- Friedrich Balke, Volker Roloff (Hrsg.): Erotische Recherchen. Marcel Prousts Decodierung der Intimität. Fink, München 2003, ISBN 3-7705-3688-6.
- Friedrich Balke, Joseph Vogl, Benno Wagner (Hrsg.): Für alle und keinen. Lektüre, Schrift und Leben bei Nietzsche und Kafka. Diaphanes, Berlin 2008, ISBN 978-3-03734-039-4.
- Figuren der Souveränität. Fink, München 2009, ISBN 978-3-7705-4449-3.
- Friedrich Balke, Maria Muhle, Antonia von Schöning (Hrsg.): Die Wiederkehr der Dinge. Kadmos, Berlin 2011, ISBN 978-3-86599-146-1.
- Friedrich Balke, Rembert Hüser: Reisen mit Kafka. Paris, Weimar. August, Berlin 2014, ISBN 978-3-941360-39-6.
- Friedrich Balke, Hanna Engelmeier: Mimesis und Figura. Mit einer Neuausgabe des „Figura“-Aufsatzes von Erich Auerbach. Fink, Paderborn 2016, ISBN 978-3-7705-6096-7.
- Mimesis zur Einführung. Junius, Hamburg 2018, ISBN 978-3-96060-302-3.